# Paretaxalus mucronatus
Paretaxalus mucronatus är en skalbaggsart som först beskrevs av Schwarzer 1931.  Paretaxalus mucronatus ingår i släktet Paretaxalus och familjen långhorningar. Inga underarter finns listade i Catalogue of Life.